# Пауэлл, Элвин
Э́лвин Ха́мфрис Па́уэлл (англ. Elwin Humphreys Powell; 1925—2001) — американский социолог и общественный деятель, профессор социологии Университета штата Нью-Йорк в Буффало (1958—1996), заслуженный профессор в отставке (1996—2001). Область научных интересов: бит-поколение, урбанизация в США, суицид, социология войны. Также получил известность как борец за гражданские права и антивоенный активист.

## Биография

### Научная карьера
Элвин Пауэлл родился в 1925 г. в Лос-Анджелесе. Детство и отрочество провёл в городке Плейнвью на севере Техаса. После окончания старшей школы служил в ВМС США, принял участие в боевых действиях Второй мировой войны. После окончания войны поступил в Техасский университет, где получил учёную степень бакалавра. Затем в течение двух лет преподавал биологию в средней школе в Хьюстоне, после чего продолжил обучение, получив в 1956 г. учёную степень доктора философии по социологии в Тулейнском университете. В 1956—1958 гг. выполнял постдокторскую работу в Лондонской школе экономики и политических наук. В 1958 г. начал преподавать в Университете штата Нью-Йорк в Буффало. В 1996 г. ушёл на пенсию, но продолжил преподавать в университете до самой смерти, наступившей в 2001 г.
На основе своей докторской диссертации, посвящённой теме суицида, Пауэлл написал монографию «Design of Discord: Studies of Anomie» (1970, переиздана в 1988). Пауэлл выступил автором множества статей, эссе и открытых писем, в которых нашли отражение его исследовательские интересы и политические взгляды. В течение многих лет, Пауэлл был главным редактором научного журнала Catalyst: Journal for Participatory Sociology.

### Политический активизм
Пауэлл был участником и основателем ряда общественных организаций, выступавших в защиту мира и гражданских прав. В 1960—1961 гг. он возглавлял Комитет за здравую ядерную политику (SANE, The Committee for a Sane Nuclear Policy), позже основал некоммерческую организацию Исследование за справедливость (Research for Justice), боровшуюся за права жертв полицейского и правительственного произвола. Активно участвовал в местной и национальной политике. Принимал участие в маршах и демонстрациях протеста за ядерное разоружение, свободу слова и свободный доступ к информации.
В 1982 г. широкое освещение в СМИ получил инцидент в Университете Буффало, в ходе которого Пауэлл организовал кампанию протеста против решения университетской администрации передать здание студенческого союза зубной клинике. В феврале 1982 г. Пауэлл был арестован, признан виновным и приговорён к 12 суткам ареста.

## Избранная библиография
- Elwin H. Powell. The Design of Discord: Studies of Anomie. — New York: Oxford University Press, 1970. — xvi, 247 p.
  - Elwin H. Powell. The Design of Discord: Studies of Anomie. — 2nd ed. — New Brunswick, NJ: Transaction Publishers, 1988. — xxiv, 283 p. — ISBN 0887387047.
- Stanley Taylor, Elwin H. Powell. Conceptions of Institutions and the Theory of Knowledge. With a New Introduction and Commentary by Elwin H. Powell. — 2nd ed. — New Brunswick, NJ: Transaction Publishers, 1989. — 223 p. — ISBN 0887387985.